# 司法官赤化事件
司法官赤化事件（しほうかんせっかじけん）は、1932年（昭和7年）から翌1933年（昭和8年）にかけて、裁判所の判事・書記などが共産主義活動に関与した疑いにより逮捕された事件。

## 概要
1932年（昭和7年）11月12日、東京地方裁判所の判事・尾崎陞が日本共産党員であるとして、治安維持法違反により同地裁書記・西舘仁ら4人とともに逮捕された。翌1933年（昭和8年）2月から3月にかけては、長崎地方裁判所の瀧内禮作判事と雇員1人、札幌地方裁判所の為成養之助判事、山形地方裁判所鶴岡支部の福田力之助判事と書記1人も相次いで逮捕された。
逮捕された9人の容疑内容はいずれも「研究会を開いた」「カンパに応じた」「連絡を取り合った」などの行為だったが、日本共産党の目的遂行のための行為とみなされ、判事4人と西舘が起訴。1934年（昭和9年）2月5日から9日まで行われた一審では、転向しなかった西館が治安維持法違反で懲役10年、尾崎が懲役8年などの判決が言い渡された。西館らは控訴、1934年6月30日の二審の判決では西館に懲役8年、尾崎に懲役6年、為成、滝内に懲役3年、福田に懲役2年の判決が言い渡された。一審と比べて減刑されたものの、西館は転向の姿勢を最後まで見せなかった。
この事件をきっかけに、蓑田胸喜ら原理日本社の右翼活動家や一部政治家は、司法官「赤化」の元凶として帝国大学法学部の「赤化教授」の追放を主張するようになった。このうち司法試験委員であった京都帝国大学法学部教授・瀧川幸辰への非難が強まったことで、翌1933年の滝川事件の発端ともなった。